# العرة (الرجم)

تعديل مصدري - تعديل

العرة هي إحدى قرى عزلة البشاري بمديرية الرجم التابعة لمحافظة المحويت، بلغ تعداد سكانها 297 نسمة حسب تعداد اليمن لعام 2004.